# Pak Khat (huyện)
Pak Khat (tiếng Thái: ปากคาด) là một huyện (amphoe) ở phía đông của tỉnh Nong Khai, đông bắc Thái Lan.

## Địa lý
Các huyện giáp ranh (từ phía đông theo chiều kim đồng hồ) là Bueng Kan, So Phisai, và Rattanawapi của tỉnh Nong Khai. Về phía tây bắc bên kia sông Mekong là tỉnh Bolikhamxai của Lào.

## Lịch sử
Tiểu huyện (King Amphoe) được thành lập ngày 1 tháng 10 năm 1978, khi được tách ra from huyện Phon Phisai. Tiểu huyện này đã được nâng thành huyện ngày 20 tháng 3 năm 1986.

## Hành chính
Huyện này được chia thành 6 phó huyện (tambon), các đơn vị này lại được chia ra thành 64 làng (muban). Thị trấn (thesaban tambon) Pak Khat nằm trên một phần của the tambon Pak Khat and Non Sila. Có 6 Tổ chức hành chính tambon.
| STT | Tên       | Tên tiếng Thái | Số làng | Dân số |  |
| --- | --------- | -------------- | ------- | ------ |  |
| 1.  | Pak Khat  | ปากคาด         | 18      | 7.910  |  |
| 2.  | Nong Yong | หนองยอง        | 11      | 6.340  |  |
| 3.  | Na Kang   | นากั้ง           | 7       | 3.973  |  |
| 4.  | Non Sila  | โนนศิลา         | 12      | 5.689  |  |
| 5.  | Som Sanuk | สมสนุก          | 8       | 5.412  |  |
| 6.  | Na Dong   | นาดง           | 8       | 3.710  |  |